# Турмеда, Ансельм
Ансельм Турмеда (кат. Anselm Turmeda, также известный как Абдаллах ат-Тарджуман кат. Abd Allah at-Tarjuman, араб. عبد الله الترجمان‎) —  христианский священник из Майорки, который принял ислам и поселился в Тунисе. Он является одним из первых писателей, писавших как на арабском, так и на латинском языке (каталонском). Он стал визирем в тунисском Хафсиде, где он умер в 1423 году во время правления Абу Фариса Абд аль-Азиза аль-Мутаваккиля.

## Биография
Турмеда писал, что он учился и жил в Лериде. Когда ему было около 35 лет, он отправился на Сицилию и пробыл там пять месяцев, после чего отплыл в Тунис во время правления Абуль-Аббаса Ахмада II аль-Мустансира (годы правления 1370—1394), где он пробыл с некоторыми христианскими священнослужителями и торговцами 4 месяца, в течение которых он попросил соединить его с мусульманином, который знает «язык христиан», и был представлен придворному врачу Юсуфу, и объявил ему, что причина, по которой он прибыл в эту землю, заключается в том, что он намеревался принять ислам. Затем Юсуф представил его правителю Хафсидов, который поинтересовался его мотивами, уполномочил его принять ислам и предложил ему оплачиваемую должность.

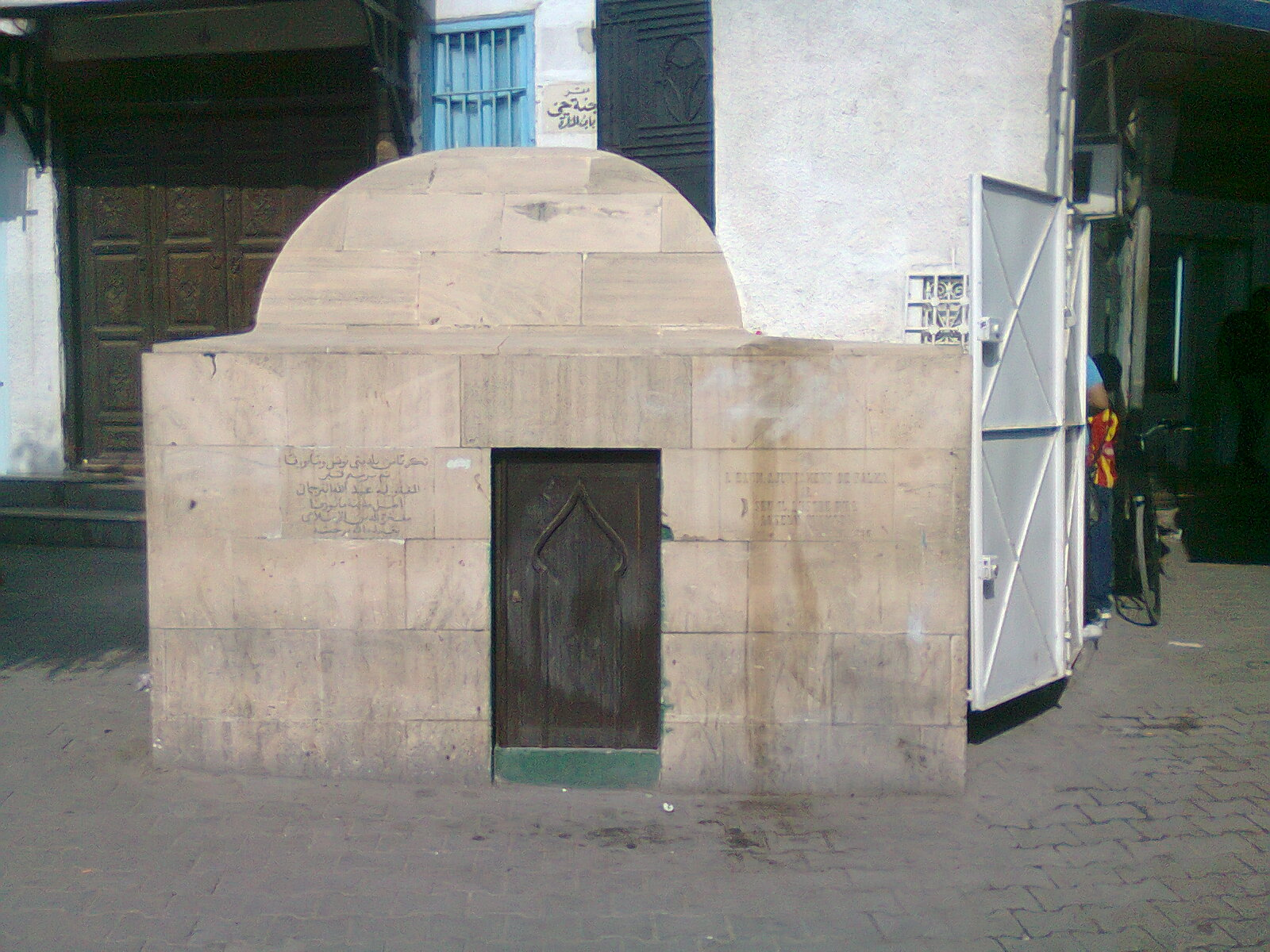
Могила Ансельма Турмеды

## Работы
- Llibre dels bons amonestaments

Турмеда датирует его апрелем 1398 года, одиннадцатью годами позже его поселения в Тунисе. Он состоит из 428 стихотворений, организованных в три рифмованные строфы, за которыми следует одна безрифмованная. В предисловии говорится, что он был «составлен в Тунисе монахом Ансельмом Турмедой, также называемым Абдала». Произведение было очень популярно в Каталонии, называясь franselm (от «fra [т.е. монах] Ансельм»).
- Disputa de l'ase

Написанный в 1417 году на каталонском языке, ни одна часть не сохранилась на языке оригинала. Текущие каталонские издания доступны на основе средневекового французского перевода. Инквизиция включила его в Индекс запрещенных книг в 1583 году, что способствовало его исчезновению. Как по политическим, так и по религиозным причинам он не соответствовал ортодоксальности католической Испании в XVI веке. В нем представлен спор между ослом и монахом, спорящими о превосходстве людей над животными, каждый из которых отстаивает свой жанр. В конце концов, люди побеждают, потому что Христос воплотился в человеке. Однако произведение очень критично по отношению к человечеству во всех аспектах: религиозном, моральном, политическом и т. д.
- Llibre de tres

Эта книга хочет научить вас чему-то забавным способом.
- Тухфат аль-Ариб фи аль-Радд 'ала ахль аль-Салиб [Дар разумным для опровержения аргументов христиан] (араб. تحفة الأريب في الرد على أهل الصليب‎) (1420)

Самая известная из его арабских книг, это полемическая работа против христианства и подтверждающая пророчество Мухаммеда. Она была издана трижды на арабском языке, трижды на турецком и один раз на персидском за столетие (1873-1971). (Эпальза)